# Palais Capello
Pour les articles homonymes, voir Capello.
Le palais Cappello ou palazzo Cappellis est un palais de Venise, près de Santa Maria Nova dans le sestiere de Cannaregio (N.A. 5400).

## Historique
Palais ayant appartenu à la famille Capello.

## Description
La façade du Palazzo Capello date du début du XVe siècle. Plus tard, le mur vers la Calle del Piovan fut modifié.